# II. Hetum örmény király
II. Hetum (1266. január 14./1267. január 13. – Anazarbusz, Kis-Örményország (ma Törökország), 1307. november 7.), szerzetesi neve: János, örményül: Հեթում Բ/Ջիվան, franciául: Hethoum II/Jean d'Arménie, örmény királyi herceg, Örményország királya majd régense, ferences szerzetes. A Szaven-Pahlavuni-dinasztia hetumida ágából származott. III. Leó örmény király nagybátyja és annak kiskorúsága idején az ország régense. Szaven-Pahlavuni Izabella ciprusi régensné, Szaven-Pahlavuni Mária bizánci császárné,  valamint I. Torosz, IV. Szempad, I. Konstantin és I. Osin örmény királyok bátyja. Római katolikus hitre tért.

## Élete
Apja II. Leó (1236–1289) örmény király, I. Izabella és I. Hetum örmény királyok elsőszülött fia. Édesanyja Küra Anna (–1285) lamproni úrnő, IV. Hetumnak (1220 körül–1250), Lampron urának a lánya.
Hehum az apja halála után, 1289. február 6-án lépett trónra, de többször lemondott a trónról, majd újból visszatért a hatalomba. 1299. április 3-án római katolikus hitre tért és ferences szerzetes lett.
1301-ben II. Hetum végleg lemondott a trónról a kiskorú unokaöccse javára, és III. Leó lett a király, de Leó fiatal kora miatt a nagybácsi megtartotta hatalmát, és régensként uralkodott tovább unokaöccse mellett.
Unokaöccse, III. Leó 1305-ben vagy 1306-ban feleségül vette Lusignan Mária ciprusi királyi hercegnőt, anyai nagybátyjának, az anyja bátyjának, Lusignan Amalriknak, Ciprus régensének és apai nagynénjének, az apja és II. Hetum húgának, Szaven-Pahlavuni Izabella örmény királyi hercegnőnek a lányát. Mária tehát kétszeresen, mind apai, mind pedig anyai ágon is Leó elsőfokú unokatestvére volt. Feleségével együtt koronázták őket királlyá és királynévá 1306. július 30-án. Rövid házasságuk gyermektelen maradt.
A mongol-örmény szövetség és jó barátság ellenére Leót, az ifjú uralkodót, vele együtt régens nagybátyját, Hetumot, valamint kíséretüket 1307. november 7-én Anazarbuszban meggyilkoltatta Bilarghu mongol tábornok. Leó királyt egy íjhúrral fojtották meg. Később azonban a mongolok megbosszulták Leó és Hetum halálát és Öldzsejtü perzsa ilhán parancsára kivégezték a tábornokot.